# Tronožac
Tronožac je portabilni okvir sa tri noge, koji se koristi kao nosač objekata. Tronožac pruža stabilnu osnovu protiv sila koje deluju na dole i u horizontalnom pravcu, kao i protiv momenta oko vertikalne ose. 

## Laboratorijski tronožac
Laboratorijski tronožac ima brojne primena kao platforma za držanje opreme tokom raznih eksperimenata. Ovaj deo laboratorijskog pribora se koristi kao oslonac za laboratorijsko posuđe (boce, balone, erlenmajere). Tronožac se obično pravi od lakih metala. Neki tronožci imaju gornji deo izrađen od od livenog gvožđa.